# Фелікс Блашкевич
Фелікс Блашкевич (пол. Feliks Błaszkiewicz; 10 липня 1893, Самбір — 4 лютого 1920, Тернопіль) — підпоручник спостерігач Війська Польського Польської Республіки, кавалер ордена Virtuti Militari.

## Біографія
Народився 10 липня 1893 року в сім'ї Петра і Єви Чайковської. Після закінчення середньої школи в рідному місті Самборі розпочав навчання у Львівській політехніці.
У червні 1915 року був призваний до Збройних сил Австро-Угорщини в 77-го піхотного полку, а у вересні — жовтні закінчив офіцерську школу. З 1 січня 1916 року під час боїв на фронті під Чернівцями виконував обов'язки командира кулеметного взводу. З червня 1916 служив у Повітряних силах ЗС Австро-Угорщини. У період з 1 червня 1916 року по 1 серпня 1917 року перебував у Відні на авіаційно-технічних курсах. Тим часом його призначили підпоручиком запасу зі старшинством з 1 січня 1917 року в піхотному офіцерському корпусі, а його головним підрозділом все ще був 77-й піхотний полк.
Після закінчення курсів з 1 серпня 1917 року служив у 5-му авіапарку, а потім 1 липня 1918 року був переведений до 47-ї авіаційної роти, де виконував обов'язки технічного референта до 1 жовтня 1918 року.
У 1918 р. потрапив до шпиталю в Самборі, звідки втік до Війська Польського. З 24 травня 1919 р. служив у 6-му ескадроні розвідки. У 1920 році йому присвоєно звання підпоручика.
Брав участь у польсько-більшовицькій війні. 4 лютого 1920 року під час розвідувального польоту був збитий разом з командиром ескадрильї пілотом-лейтенантом Казімєжем Свошовським.

## Нагороди
- Срібний хрест Військового ордена Virtuti Militari № 8132 — посмертно 27 липня 1922 р.;
- Значок польового спостерігача — посмертно 11 листопада 1928 року «за бойові польоти над ворогом під час війни 1918—1920 рр.».